# I-400-klass
I-400-klass var en japansk ubåtsklass och världens största under andra världskriget. Det var världens största ubåtsklass ända fram till 1960-talet när de ballistiska robotubåtarna började tillverkas.
I-400-klassen tillverkades och användes av den Kejserliga japanska flottan. Den var utvecklad för att klara en färd över haven och vara operativ var som helst i världen och sedan kunna återvända till sin bas. Av arton stycken planerade ubåtar, så byggdes det tre. Ubåten var unik i världen på grund av att den hade möjlighet att ha tre fullt bestyckade attackplan av typen Aichi M6A, också kallat Seiran, som betyder "dimma på en vacker dag".
Ubåtsklassen byggdes mellan den 18 januari 1943 och den 24 juli 1945, och var i operativ drift år 1944-1945. Längden var 122 meter och bredden 12 meter. Displacementet var på 6560 ton. Ubåten hade fyra dieselmotorer på 2,250 hästkrafter var och två elektriska motorer 2,100 hästkrafter. Toppfarten var på 34,6 km/h i ytläge och 12 km/h i undervattensläge. Den klarade att dyka till ca 100 meter och hade en besättning på upp till 144 personer.
Beväpningen bestod av: 3x Aichi M6A Seiran attackplan, 8x533mm torpedtuber i fören, 20x533mm Typ 95 torpeder, 1x140mm kanon, 3x25mm automatkanon, 1x25mm automatkanon.